# Елеонора Арагонска (1450 – 1493)
Елеонора Арагонска (на италиански: Eleonora d'Aragona, Leonora di Napoli; * 22 или 23 юни 1450, Неапол; † 11 октомври 1493, Ферара) от династията Трастамара, е принцеса от Неапол и чрез женитба херцогиня на Ферара, Модена и Реджо (1473 – 1493).

## Произход
Тя е дъщеря на крал Фердинанд I (1424 – 1494) от Неаполитанско кралство и съпругата му Изабела дьо Клермон (1424 – 1465), дъщеря на граф Тристан от Копертино.

## Брак и деца
Елеонора се омъжва на 3 юли 1473 г. за Ерколе I д’Есте (1431 – 1505), херцог на Ферара, Модена и Реджо от Дом Есте. Те имат 6 деца:
- Изабела д’Есте (1474 – 1539), омъжена 1490 г. за Джианфранческо II Гонзага (1466 – 1519), маркграф на Мантуа
- Беатриче д’Есте (1475 – 1497), омъжена 1491 г. за Лудовико Сфорца (1451 – 1508), херцог на Милано
- Алфонсо I д’Есте (1476 – 1534), херцог 1505, женен 1) 1491 г. за Анна Мария Сфорца (1473 – 1497), дъщеря на Галеацо Мария Сфорца, 2) 1502 г. за Лукреция Борджия (1480 – 1519), ∞ 3) Лаура Дианти († 1573)
- Феранте д’Есте (1477 – 1540)
- Иполито I д’Есте (1479 – 1520), кардинал 1493
- Сигисмондо д’Есте (1480 – 1524)